# Cryptanthus correia-araujoi
Cryptanthus correia-araujoi é uma espécie de  planta do grupo Cryptanthus, da família das bromélias.

## Taxonomia
A espécie foi descrita em 1995 por Elton Martinez Carvalho Leme.

## Forma de vida
É uma espécie rupícola, terrícola e herbácea.

## Conservação
A espécie faz parte da Lista Vermelha das espécies ameaçadas do estado do Espírito Santo, no sudeste do Brasil.

## Distribuição
A espécie é endêmica do Brasil e encontrada no estadosbrasileiro do Espírito Santo A espécie é encontrada no domínio fitogeográfico de Mata Atlântica, em regiões com vegetação de floresta ombrófila pluvial.